# 허턴관코박쥐
허턴관코박쥐(Murina huttoni)는 애기박쥐과에 속하는 박쥐의 일종이다. 중국과 인도, 라오스, 말레이시아, 미얀마, 네팔, 파키스탄, 태국 그리고 베트남에서 발견된다.

## 특징
작은 박쥐로 몸길이가 48mm이고 전완장이 35~37mm, 꼬리 길이 37~39mm이다. 발 길이는 6mm, 귀 길이는 16~17.5mm, 몸무게는 최대 11g이다. 털이 길고 무성하며 아주 부드럽다. 등 쪽은 갈색이지만 배 쪽은 밝은 색을 띤다. 주둥이는 좁고 가늘며 길다. 눈은 아주 작고 귀는 길고 타원형을 띠며 서로 잘 분리되어 있다.

## 생태
바나나와 같은 나무의 큰 잎 아래에 몸을 숨긴다. 먹이는 곤충이다.

## 분포 및 서식지
인도아대륙 북부 지역과 파키스탄에서 베트남까지 인도차이나, 중국 남부, 말레이반도에 널리 분포한다. 해발 400m와 2,500m 사이의 구릉지대와 산악 상록수림, 열대 활엽수림, 바나나 농장에서 서식한다.

## 아종
두 종의 아종이 알려져 있다.
- M. h. huttoni - 파키스탄 북부, 네팔, 인도 아루나찰프라데시주, 아삼주, 잠무 카슈미르주, 메갈라야주, 우타라칸드주, 서벵골주
- M. h. rubella (Thomas, 1914) - 중국 푸젠성, 장시성, 광시 좡족 자치구, 미얀마, 태국 북부, 라오스, 베트남, 말레이반도